# Ruffoichthys
Ruffoichthys è un genere di pesci ossei estinto, appartenente ai perciformi. Visse nell'Eocene medio (circa 49 milioni di anni fa) e i suoi resti fossili sono stati ritrovati in Italia, nel famoso giacimento di Bolca.

## Descrizione
Questo piccolo pesce non raggiungeva i 10 centimetri di lunghezza, e possedeva un corpo slanciato, anche se abbastanza profondo nella parte centrale. Posteriormente, il corpo si restringeva fino a terminare in una coda peduncolata e dalla pinna caudale omocerca e priva di lobi differenziati. La testa era bassa, gli occhi piccoli e le fauci abbastanza ampie. La pinna dorsale anteriore era molto allungata, ed era sostenuta da undici spine alte e forti, nettamente separate fra di loro. La pinna dorsale posteriore era più corta e dotata di raggi più sottili. La pinna anale era anch'essa dotata di raggi molto robusti e appuntiti.

## Classificazione
Il genere Ruffoichthys venne descritto per la prima volta nel 1983 da Lorenzo Sorbini, sulla base di resti fossili ben conservati provenienti dal famoso giacimento di Bolca in provincia di Verona. La specie tipo è Ruffoichthys spinosus, ma a questo genere è stata ascritta anche la specie R. bannikovi, anch'essa proveniente da Bolca. 

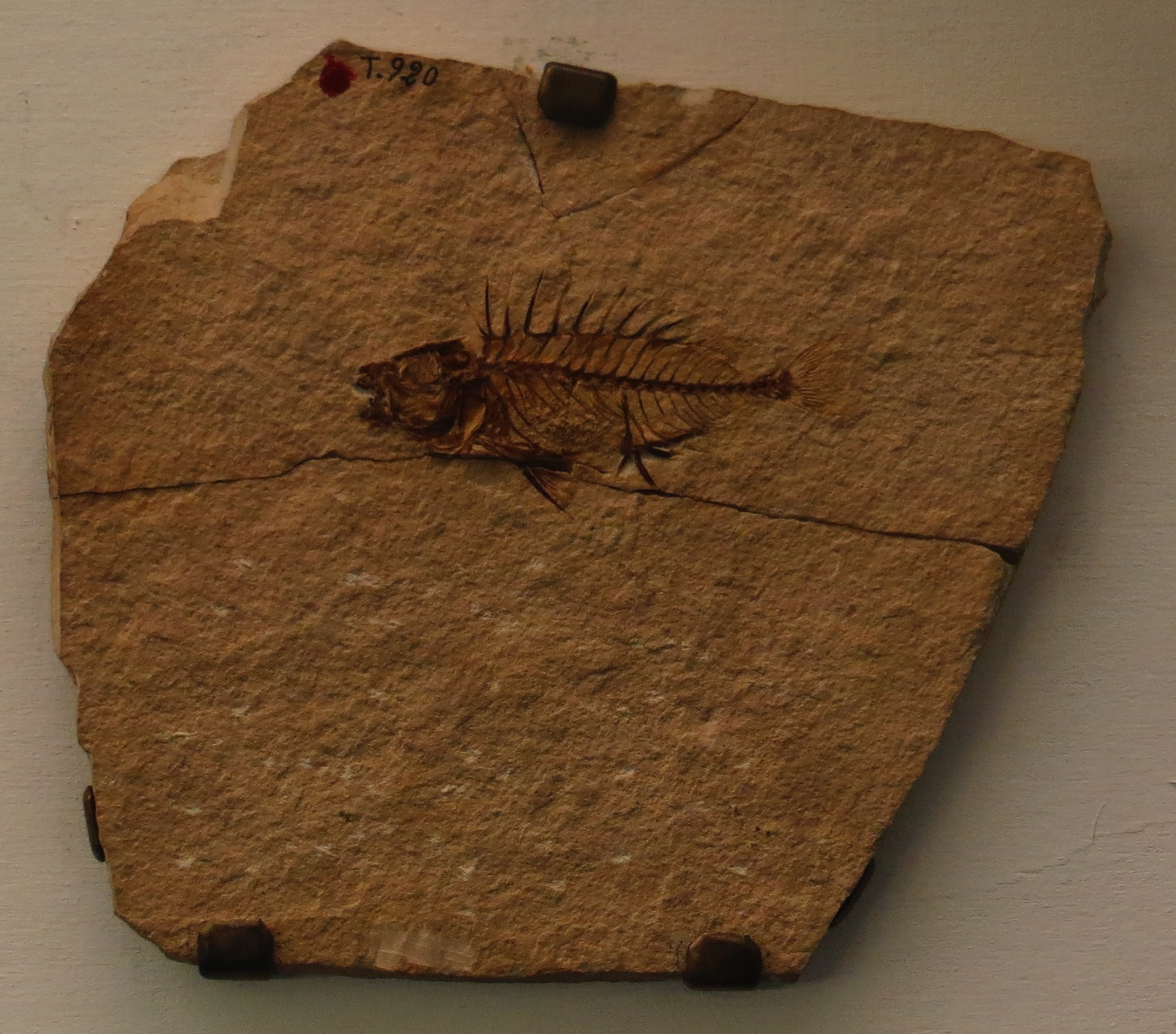
Fossile di Ruffoichthys spinosus

Ruffoichthys inizialmente venne ascritto da Sorbini ai perciformi, senza specificare le reali affinità all'interno di questo gruppo. Successivi studi hanno messo in luce somiglianze con i membri della famiglia Siganidae, attualmente rappresentata da numerose specie appartenenti all'unico genere Siganus.